# Augustin Mesnager
Pour les articles homonymes, voir Mesnager.
Augustin Charles Marie Mesnager, né le 11 juin 1862 dans le 6e arrondissement de Paris et mort dans cette ville le 6 février 1933 à Paris 16e, est un ingénieur des Ponts et Chaussées. Il a participé aux recherches sur le béton armé dans le cadre de la première commission du ciment armé qui a permis la rédaction des instructions ministérielles relatives à l'emploi du béton armé de 1906.

## Biographie

Articulation Mesnager

Il est élève à l'École polytechnique (X1882). De 1900 à 1922, il est le directeur des laboratoires de l'École des ponts et chaussées. À ce titre, il est membre de la sous-commission dirigée par Armand Considère chargée des essais sur le béton armé.
En 1907, il publie un article présentant l'articulation Mesnager : Expériences sur une semi-articulation pour voûtes en béton armé dans les Annales des Ponts et Chaussées. Ces articulations se composent de barres d'acier qui se croisent en X dans une section rétrécie de béton. La résistance est donnée par ces barres d'acier. Le noyau de béton ne joue qu'un rôle de protection des armatures. Mais la fissuration du béton limite l'efficacité du béton dans ce rôle. Elles ont été peu utilisées en France. On leur préfère l'articulation Freyssinet à section de béton rétrécie.
Après 1922, il est ingénieur-conseil et administrateur, à côté de Charles Rabut, de la société française des Établissements Christiani et Nielsen.

## Distinctions
- Officier de la Légion d'honneur
- Membre de l'Académie des Sciences (section Mécanique)

## Publications
- Augustin Mesnager, Essai sur la théorie de la déformation permanente des solides, 1898
- Augustin Mesnager, Notice sommaire sur les travaux de M. Augustin Mesnager, 1905
- Augustin Mesnager, Expérience sur les jonctions de barres tendues dans les poutres en béton armé, dans Annales des ponts et chaussées. 1ère partie. Mémoires et documents relatifs à l'art des constructions et au service de l'ingénieur, mars-avril 1908, p. 109-140 (lire en ligne) et planches 10 à 12 (voir)
- Augustin Mesnager, Cours de Résistance des matériaux (École nationale supérieure de l'aéronautique et de l'espace), 1911
- Jean Braive, Augustin Mesnager, Aide-mémoire de l'ingénieur-constructeur de béton armé, 1919
- Augustin Mesnager, Cours de béton armé, 1921
- Augustin Mesnager, Matériaux de construction. Pierre, 1923
- Henri Dumontier, Augustin Mesnager, Méthode pratique pour l'étude du béton armé, 1925
- Augustin Mesnager, J. Rieger, Calcul des constructions hyperstatiques, 1927
- Augustin Mesnager, Détermination expérimentale des efforts intérieurs dans les solides, 1929